# Abaliget
Abaliget je vas na Madžarskem, ki upravno spada pod podregijo Pécsi Županije Baranja.